# برونو رودريغوس
برونو رودريغوس (7 مارس 1997 في البرازيل - ) هو لاعب كرة قدم برازيلي في مركز الهجوم. لعب مع أتلتيكو باراناينسي.

## وصلات خارجية
- برونو رودريغوس على موقع قاعدة بيانات كرة القدم.إي يو (الإنجليزية)
- برونو رودريغوس على موقع Soccerway.com (الإنجليزية)